# Michel Pensée
Michel Pensée (n. 16 iunie 1973, Yaoundé, Provincia Centru, Camerun, Camerun) este un fost fotbalist camerunez.
Între 1997 și 2001, Pensée a jucat 7 de meciuri pentru echipa națională a Camerunului. Pensée a jucat pentru naționala Camerunului la Campionatul Mondial din 1998.

## Statistici
| Camerun | Camerun | Camerun |
| An      | Meciuri | Goluri  |
| ------- | ------- | ------- |
| 1997    | 2       | 0       |
| 1998    | 2       | 0       |
| 1999    | 1       | 0       |
| 2000    | 1       | 0       |
| 2001    | 1       | 0       |
| Total   | 7       | 0       |